# Krejdianka (rejon kupiański)
Krejdianka (ukr. Крейдянка) – wieś na Ukrainie, w obwodzie charkowskim, w rejonie kupiańskim, w hromadzie Wilchuwatka. W 2001 liczyła 7 mieszkańców.